# Strade provinciali della provincia di Imperia
Le strade provinciali della provincia di Imperia sono indicate di seguito.

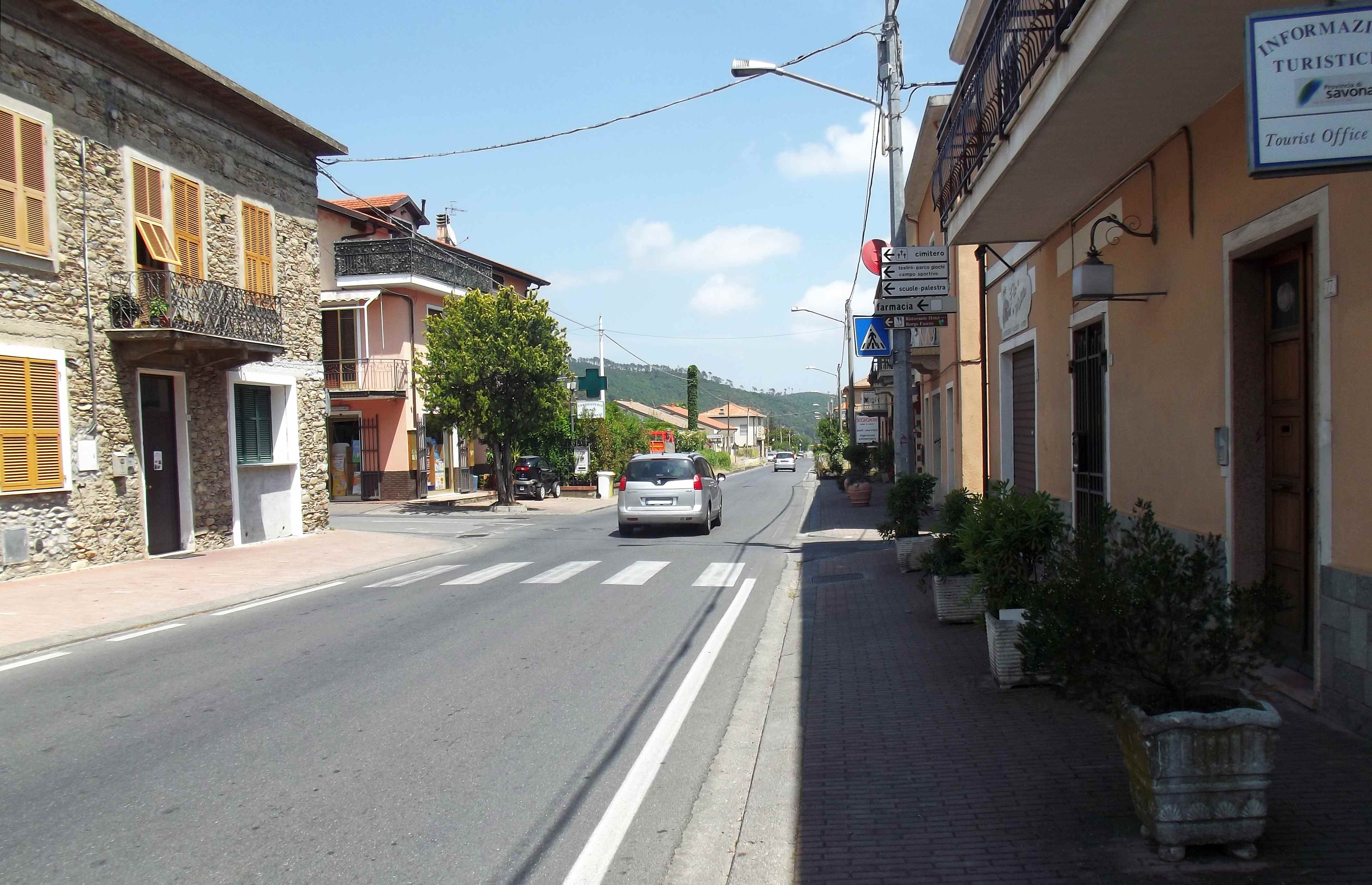
La SP 453 Valle Arroscia a Ortovero

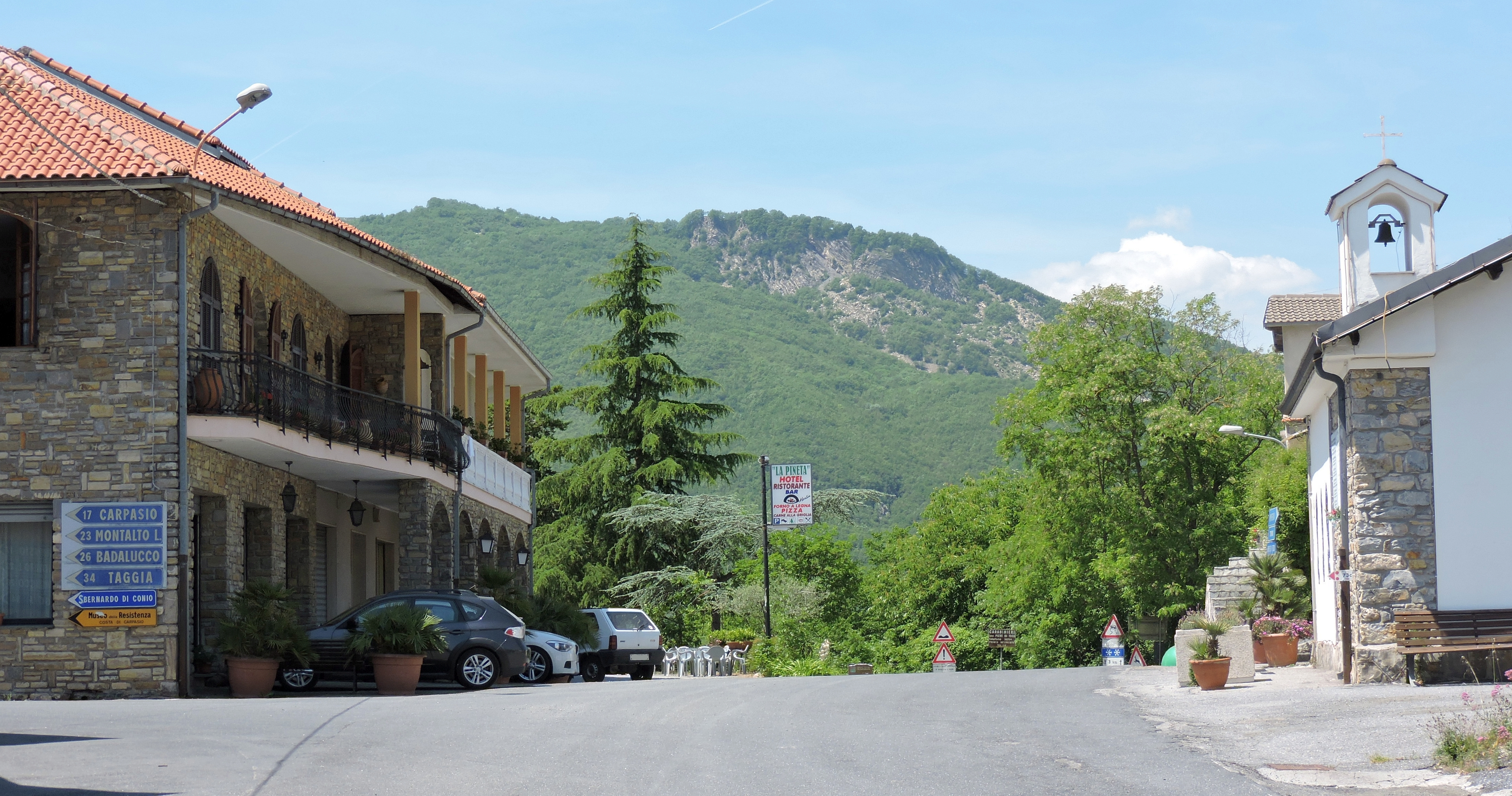
SP 20 Calderara al Colle San Bartolomeo

## Strade provinciali
La provincia di Imperia è servita da 837,93 km di strade provinciali. Per la maggior parte (759,17 km) si tratta di provinciali storiche, mentre la restante parte della rete è stata trasferita alla provincia per effetto di riclassificazioni relativamente recenti di ex-strade statali. Il territorio servito dalle strade provinciali è per buona parte collinare o montano ed è caratterizzato da una bassa densità demografica. La lista che segue, aggiornata al 2018, le elenca specificandone la lunghezza.

### SP 1 - SP 9
- SP 2 San Bernardo di Mendatica-Colle del Garezzo - km 7.000
- SP 3 Cosio d'Arroscia-Mendatica-Acquetico - km 18.545 - Inizio dalla SS 28 Nord al km 107+140 e fine alla SS 28 Nord al km. 101+010
- SP 4 Montegrosso Pian Latte - km 1.740
- SP 5 Pornassio - km 3.585
- SP 6 Armo - km 8.035
- SP 7 Pieve di Teco-Muzio - km 1.455
- SP 8 Pieve di Teco-Lovegno - km 6.400
- SP 9 Vessalico-Siglioli - km 4.785

### SP 10 - SP 19
- SP 10 Vessalico-Lenzari - km 5.020
- SP 11 Borghetto d'Arroscia - Ubaghetta - km 4.530
- SP 12 Borghetto d'Arroscia - Gazzo - km 6.935
- SP 13 Borghetto d'Arroscia - Gavenola - km 7.340
- SP 14 Aquila d'Arroscia - km 7.715
- SP 15 Aquila d'Arroscia - Leverone - km 3.730
- SP 16 Costa Bacelega - km 4.860
- SP 17 Rezzo-Molini di Triora - km 32.105
- SP 18 Rezzo-Cenova - km 1.590
- SP 19 Case Castellaro-San Bernardo di Conio - km 2.840

### SP 20 - SP 29
- SP 20 Calderara - km 25.430
- SP 21 bis Carpenosa - km 4.440
- SP 22 Cartari - km 2.748
- SP 23 Cesio - Passo del Ginestro - km 2.008
- SP 24 S.S. n° 28 - Borgomaro - Colle d'Oggia - km 20.269
- SP 25 Ville San Pietro - Conio - km 4.300
- SP 26 Borgomaro - Aurigo - Poggioalto - km 6.735
- SP 27 Candeasco - km 0.576
- SP 28 Caravonica - km 7.280
- SP 29 Chiusanico - km 10.250

### SP 30 - SP 39
- SP 30 Lucinasco - km 6.850
- SP 31 Sarola-Olivastri - km 3.708
- SP 33 Bestagno - km 3.589
- SP 34 Villa Faraldi - Tovo - km 9.260
- SP 35 Villa Faraldi - Deglio - km 2.960
- SP 36 Diano Marina - Diano San Pietro - Diano Roncagli - km 6.190
- SP 37 Diano Arentino - km 6.862
- SP 38 Diano Borello - km 12.224

### SP 40 - SP 49
- SP 40 Vasia-Canneto-Praello-Case Carli - km 15.770
- SP 41 Imperia-Piani-Dolcedo - km 2.005
- SP 42 Dolcedo-Lecchiore - km 4.990
- SP 43 Bellissimi-Trincheri-Santa Brigida - km 2.550
- SP 44 Civezza - km 3.950
- SP 45 Pietrabruna - km 10.345
- SP 46 Boscomare - km 3.930
- SP 47 Cipressa - km 5.836
- SP 48 Lingueglietta - km 2.450
- SP 49 Terzorio - km 3.000

### SP 50 - SP 59
- SP 50 Pompeiana - km 3.050
- SP 51 Castellaro - km 5.090
- SP 52 Molini di Triora - Triora – Cetta - km 9.765
- SP 53 Valle Argentina - Corte - km 1.847
- SP 54 Valle Oxentina - km 21.500
- SP 55 Poggio-Baiardo - km 17.693
- SP 56 San Romolo-Baiardo - km 11.200
- SP 57 Bordighera-Seborga-Negi - km 6.115
- SP 58 Vallebona - km 0.810
- SP 59 Perinaldo - km 14.645

### SP 60 - SP 69
- SP 60 San Biagio della Cima - km 0.600
- SP 61 Perinaldo-San Romolo - km 8.800
- SP 62 Perinaldo-Apricale - km 6.900
- SP 63 Isolabona-Apricale-Baiardo - km 13.800
- SP 64 Valle Nervia - km 22.380
- SP 65 Pigna-Molini di Triora - km 24.530
- SP 66 Pigna-Buggio - km 3.379
- SP 67 Carmo Langan-Colle Melosa - km 6.300
- SP 68 Rocchetta Nervina - km 4.125
- SP 69 Pigna-Monte Gouta-La Colla-Camporosso - km 48.060

### SP 70 - SP 79
- SP 70 Ponte Raggio-La Colla - km 4.400
- SP 71 S.S. n° 20-Ciaxe - km 3.360
- SP 72 S.S. n° 20-Collabassa - km 4.550
- SP 73 Olivetta San Michele - km 3.500
- SP 74 Mendatica-San Bernardo di Mendatica - km 6.400
- SP 75 Fascia Ubaga-Monte Ceppo - km 13.800
- SP 76 Colle Melosa-Garezzo - km 23.500
- SP 77 Aregai-Cipressa - km 3.267
- SP 78 Mezza Costa - km 11.930
- SP 79 Civezza-Santa Brigida - km 4.263

### SP 80 - SP 89
- SP 80 Ospedaletti-Coldirodi - km 3.320
- SP 81 Loreto-Verdeggia-Realdo - km 9.200
- SP 83 Borghetto d'Arroscia-Ubaga-Monte Calvo - km 6.540
- SP 84 Nirasca - km 4.450
- SP 85 Trovasta - km 3.800
- SP 86 Ottano - km 0.820
- SP 87 Baiardo-Berzi - km 2.900
- SP 88 Monesi-Rio Bavera - km 3.799
- SP 89 Triora-Passo Guardia - km 8.040

### SP 90 - SP 99
- SP 90 Diano Borello-Diano Roncagli - km 0.675
- SP 91 (Bretella di Cesio) - km 1.735
- SP 92 Verrandi-La Colla - km 5.000
- SP 93 Pantasina-Colle d’Oggia - km 5.995
- SP 94 Suseneo-San Martino - km 3.840
- SP 95 Colle San Bartolomeo - km 12.050 
  - SP 95 bis ex S.S. n 28 "Colle di Nava" - km 12.050
- SP 96 Poggi-Civezza - km 1.290
- SP 97 Delle Salse - km 0.790
- SP 98 Variante di Andagna - km 4.710

### SP 100 - SP 999
- SP 100 Monesi - km 14.601
- SP 453 Valle Arroscia - km 10.500[3]
  - SP 453 bis - km 1.850
- SP 548 Valle Argentina[3] - km 23.640